# Національний орден Верхньої Вольти
Національний орден Верхньої Вольти (також Національний вольтийський орден, фр. Ordre national voltaïque) — найвища державна нагорода Республіки Верхня Вольта.

## Історія
Національний орден Верхньої Вольти засновано 29 червня 1961 року в честь проголошення повної незалежності Верхньої Вольти. Орден призначався для нагородження громадян Верхньої Вольти «за видатні заслуги в цивільній і військовій службі та професійну трудову діяльность на користь нації». Орденом також могли нагороджуватися іноземні громадяни.
Великим магістром ордену був діючий президент країни, який при отриманні посади президента нагороджувався Великим хрестом ордена.
Після приходу до влади президента Томаса Санкари всі старі нагороди Верхньої Вольти, в тому числі і Національний орден, були скасовані декретом від 14 березня 1985 року. Після повалення влади Санкари цю постанову було скасовано.
Декретом № 93-256 від 6 серпня 1993 року Національний орден Верхньої Вольти був остаточно скасований. При цьому всі особи, нагороджені їм раніше, були визнані кавалерами новоутвореного Національного ордена Буркіна-Фасо відповідних ступенів (командори ордена Верхньої Вольти визнані командорами ордена Буркіна-Фасо, офіцери — офіцерами, і т. д.). Цим особам дозволялося носити знаки скасованого ордена, але при нагородженні більш високим ступенем нового ордена колишні знаки знімались.

## Ступеня ордена
Національний орден Верхньої Вольти мав 5 ступенів:
 Кавалер Великого хреста (фр. Grand'croix) — знак на широкій стрічці через плече і зірка на лівій стороні грудей;
 Великий офіцер (фр. Grand officier) — знак на стрічці з розеткою (ліва сторона грудей) і зірка на правій стороні грудей;
 Командор (фр. Commandeur) — знак на стрічці, що носиться на шиї;
 Офіцер (фр. Officier) — знак на стрічці з розеткою, що носиться на лівій стороні грудей;
 Кавалер (фр. Chevalier) — знак на стрічці, що носиться на лівій стороні грудей.

## Знаки ордена
Знак ордена — шестикутна, витягнута по вертикалі зірка з обідком чорної емалі. Зірка накладена на вінок з двох стебел проса. У центрі лицьової сторони знака круглий медальйон з широким обідком червоної емалі. У центральній частині медальйона — зображення слона, що крокує вправо. На обідку медальйона: у нижній частині — напіввінок з лаврових гілок, у верхній частині — напис «ORDRE NATIONAL». Зворотний бік знака гладка без емалей. У центрі зворотного боку круглий медальйон з широким обідком червоної емалі. У центрі медальйона — герб Верхньої Вольти, на обідку напис — «REPUBLIQUE DE HAUTE VOLTA». До верхнього променю знака кріпиться кулька, який є вушком для кільця, через який пропускається орденська стрічка.
Знак кавалера — срібний, інших ступенів — позолочений.
Розміри знаків кавалерів і офіцерів — 37×56 мм, командорів і кавалери Великого хреста — 45×67 мм.
Зірка ордена восьмикінцева із знаком ордена великого розміру у центрі. Діаметр зірки — 90 мм.
Стрічка ордена складалась із трьох рівновеликих смуг чорного, білого і червоного кольору. До стрічки офіцера кріпиться розетка діаметром 28 мм з такої ж стрічки. Ширина стрічки Великого хреста — 101 мм, інших ступенів — 37 мм.